# Steeve Barry
Pour les articles homonymes, voir Barry.

a Compétitions nationales et continentales officielles uniquement.

b Matchs officiels uniquement.
Dernière mise à jour le 22 mai 2023.
Steeve Barry, né le 18 avril 1991 à Saint-Michel, est un joueur français de rugby à sept et à XV qui évolue aux postes de centre et d'ailier. Il commence le rugby à XV professionnel en Pro D2 avec le Stade rochelais en 2011. Depuis, il joue avec l'équipe de France de rugby à sept, avec laquelle il dispute la série mondiale, la coupe du monde, le championnat d'Europe et les Jeux olympiques.

## Biographie

### Débuts dans le rugby
Steeve Barry est né le 18 avril 1991 dans la ville de Saint-Michel en Charente à la maternité de l'hôpital de Girac[réf. nécessaire]. Il commence le rugby à XV au poste de demi d'ouverture dans le club de la ville, le Ruffec athletic club rugby, avant de jouer une saison au SC Angoulême en cadet. Il est alors repéré par le Stade rochelais qu'il rejoint en 2007 à l'âge de 16 ans et devient alors centre. Steeve Barry découvre le rugby à sept à l'âge de 18 ans, à l'occasion d'un tournoi, l'Espoirs Pro Sevens, qu'il remporte avec son équipe,. Il fait ses débuts en professionnel le 10 septembre 2011 face au CA Périgueux dans le cadre de la Pro D2 2011-2012. Il inscrit son premier essai le 12 mai 2012 face au Stade aurillacois et est titulaire lors de la demi-finale du championnat perdue face à la Section paloise (16-14).
Il fait ses débuts avec l'équipe de France de rugby à sept à l'occasion du tournoi de Dubaï 2011. Steeve Barry est pour la première fois titulaire lors de la finale de Cup face à l'Angleterre, concédée sur le score de 29-12. Il est ensuite recruté à la fin de la saison par la Fédération française de rugby pour intégrer l'équipe de France de rugby à sept avec un contrat fédéral.

### 2012-2016: équipe de France de rugby à sept
Steeve Barry dispute alors la série mondiale de rugby à sept. Pour sa première saison sous contrat fédéral, il dispute le tournoi d'Afrique du Sud 2012, et pour la deuxième fois de sa carrière internationale, il est titulaire lors d'une finale de Cup, à nouveau perdue face à la Nouvelle-Zélande (47-12). La saison se termine par la coupe du monde 2013 au cours de laquelle la France s'incline en quart de finale face au Kenya, après prolongation, sur le score de 24 à 19.
La suivante, lors de la série mondiale 2013-2014, la France ne parvient pas à monter sur le podium d'une des étapes, mais remporte pour la première fois le championnat d'Europe. Performance renouvelée l'année suivante, et qui permet ainsi à l'équipe de France de se qualifier pour les Jeux olympiques de Rio.
Lors de la saison 2015-2016 de la série mondiale, il participe au tournoi du Cap en décembre 2015, lors duquel la France finit troisième au classement général après avoir battu les vainqueurs de la dernière série mondiale, les Fidji (17-14). La dernière fois que l'équipe de France avait fini sur le podium d'une des étapes du circuit mondial était en 2012. Quelques mois plus tard, lors du tournoi de Singapour, il participe à la victoire de l'équipe de France sur la Nouvelle-Zélande (24-0), équipe que la France n'avait plus battu depuis le tournoi de France 2005.

### Retour au Stade rochelais
Le 2 avril 2016, son club formateur, le Stade rochelais, annonce le retour de Steeve Barry au club pour une durée de deux saisons, soit jusqu'en 2018. Après avoir prolongé son contrat jusqu'en 2020, il est finalement libéré et signe au Biarritz olympique pour la saison 2019-2020. En décembre 2021, il prolonge son contrat au BO jusqu'en 2026.

## Palmarès

### Par tournoi de la série mondiale
- Tournoi de Dubaï 2011
- Tournoi d'Afrique du Sud 2012
- Tournoi d'Afrique du Sud 2015
- Tournoi de France 2016

### Par circuit
- Championnat d'Europe (2) : 2014 et 2015.